# Sierra de Neiba
Sierra de Neiba är en bergskedja i Dominikanska republiken. Den ligger i den västra delen av landet, 160 km väster om huvudstaden Santo Domingo.